# Belphégor
Belphégor (Belphégor, le fantôme du Louvre) ist ein französischer Horrorfilm von Jean-Paul Salomé aus dem Jahr 2001. Das Drehbuch beruht auf dem gleichnamigen Roman von Arthur Bernède aus dem Jahr 1927, der bereits als französische Fernsehserie verfilmt wurde.

## Handlung
Eine altägyptische Mumie wird im Jahr 1935 gefunden und dem Louvre übergeben. Die Wissenschaftlerin Glenda Spender erforscht sie 70 Jahre später und entdeckt, dass nirgendwo auf dem Sarkophag der Name des Toten zu sehen ist. Dadurch kann sein Geist keine Ruhe finden.
Die gegenüber dem Louvre wohnende Lisa entdeckt ein im Laufe von Bauarbeiten entstandenes Loch im Keller. Sie schleicht sich durch dieses Loch in der Nacht in das Museum. Ihr folgt der Elektriker Martin, den sie kurz zuvor bei einem Stromausfall, verursacht durch diese Bauarbeiten unter dem Louvre, kennenlernte. Als die beiden gemeinsam durch das Museum gehen, lösen sie Alarm aus, woraufhin beide versuchen aus dem Louvre zu flüchten. Auf dem Weg nach draußen wird Lisa vom Geist der Mumie befallen.
Fortan spukt Lisa als Belphégor nachts durch das Museum und sucht dort nach den Artefakten des Toten. Nach mehreren Todesfällen wird der pensionierte Polizist Verlac durch den Polizeichef von Paris auf den Fall angesetzt und ermittelt darin. Verlac hatte während seiner aktiven Dienstzeit bereits einmal mit Belphégor zu tun, konnte den Fall seinerzeit aber nicht lösen.
Bei einem Nachtgang durch den Louvre wird Belphégor gefangen. Lisa kommt so in ein Militärkrankenhaus. Durch Forschungen entdecken Martin, Verlac sowie die Ägyptologin im Louvre Hinweise auf die Identität von Belphégor. Sie finden heraus, dass sie ein ägyptisches Todesritual abhalten müssen, um den Geist der Mumie ins Jenseits zu schicken. Nachdem sie dies getan haben, entflieht der Geist aus Lisas Körper. Durch das geöffnete Tor zum Jenseits werden noch weitere Geister von Mumien im Louvre befreit, die am Ende des Films in Richtung des Obelisken, welcher in Paris steht, aus dem Louvre entfliegen.

## Hintergrund

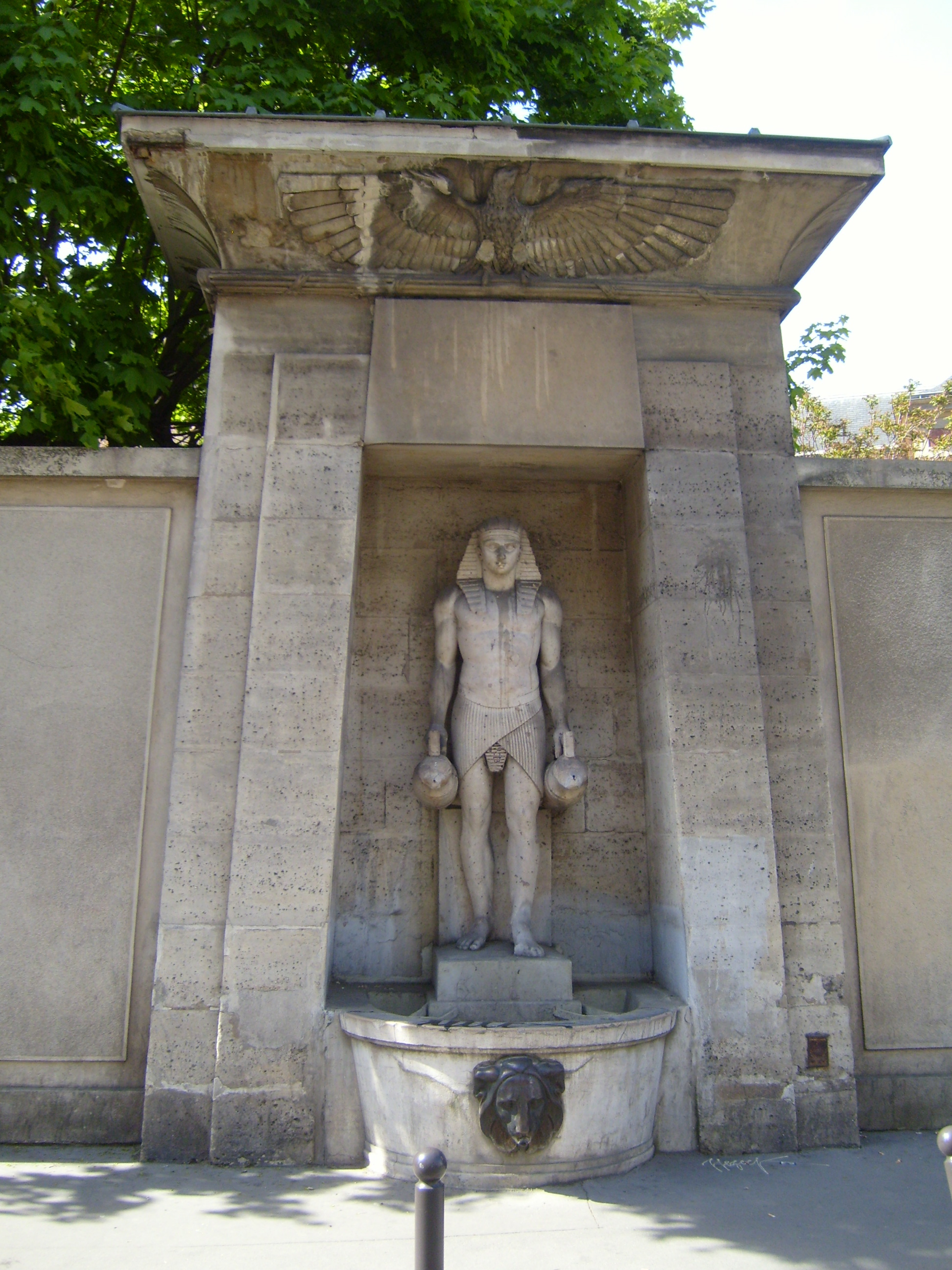
Einer der Pariser Drehorte: der Brunnen Fontaine du Fellah

Der Film wurde in Paris gedreht. Seine Produktionskosten betrugen schätzungsweise 105 Millionen Französische Franc (≈ 16 Mio. €). In Frankreich zählte man über zwei Millionen Kinozuschauer.
Laut allocine.fr wurde der Name der Titelfigur von dem biblischen Begriff Baal-peor abgeleitet. Diese Wortkombination bedeutet, dass der Gott Baal von seinem Volk auf dem Berg Péor (auch Phégor) verehrt wurde. Die Realisation der Spezialeffekte unter der Leitung von Alain Carsoux und weiteren 20 Mitarbeitern der Firma Duboi dauerte 4 Monate. Für die erste Verfilmung von Belphégor (Fernsehserie von 1965) erhielten die Filmemacher keine Drehgenehmigung für den Louvre. Jean-Paul Salome hatte sich jedoch schon lange vor Drehbeginn um eine Erlaubnis bemüht und bekam sie tatsächlich. Die Verantwortlichen des Museums gingen sogar noch weiter. Sie boten dem Regisseur eine einmalige Übernachtung im Louvre an. Jean-Paul Salome bezeichnet diese Nacht im Nachhinein als magisch. Juliette Greco, die Hauptdarstellerin aus der Fernsehserie Belphégor von 1965, hat einen Cameo-Auftritt in dem Film.

## Kritiken
Das Lexikon des internationalen Films schrieb, der Film habe wenig „mit der legendären Fernsehserie der 60er-Jahre, in der Juliette Gréco die Hauptrolle spielte, gemein“ und dass er trotz der „prominenten Besetzung“ enttäusche. Er sei „ein Aufguss, zu dessen Zweck das Phantom der Oper ins Museum wechseln musste“.

„Mit berauschenden Bildern arbeitete Regisseur Jean-Paul Salomé ("Rache ist weiblich", "Arsène Lupin") die phantastische Horrorgeschichte fürs Kino auf, doch der Film fand hierzulande leider nur während des Fantasy Filmfests 2002 seinen Einsatz auf großer Leinwand. Starke Effekte, dunkle Louvre-Bilder, eine beängstigende Mumie und eine betörende Sophie Marceau sorgen für beste Gänsehaut-Unterhaltung.“

„Weder besonders clever noch sonderlich gruselig, aber kurzweilig. Dafür sorgen morbide Atmosphäre, poppige Effekte und das Paar Marceau/Diefenthal.“